# Iván Proskúrov
Iván Iósifovich Proskúrov (en ruso: Иван Иосифович Проскуров; Mala Tokmachka, 18 de febrero de 1907 - Barbish, 28 de octubre de 1941) fue un piloto soviético ucraniano y Héroe de la Unión Soviética, conocido como el jefe de inteligencia militar que intentó en vano advertir a Iósif Stalin de que el Ejército Rojo estaba mal preparado para defender a la Unión Soviética contra una invasión alemana.

## Biografía

### Primeros años
Hijo de un trabajador ferroviario de Mala Tokmachka (hoy óblast de Zaporiyia, Ucrania), estudió en el Instituto de Mecanización y Electrificación Agrícola de Járkov y trabajó como jornalero agrícola en un para colonos alemanes en un pueblo a orillas del Dniéper, y más tarde como obrero de una fábrica de Zaporiyia, y en 1927 se unió al Partido Comunista de la Unión Soviética.  
Se alistó en el Ejército Rojo en 1931 y se entrenó en la escuela de Stalingrado para pilotos militares entre 1931 y 1933. En octubre de 1935, como parte de la delegación soviética, participó en la Competición Internacional de Aviación en Bucarest. Después de graduarse, se convirtió en instructor de vuelo. En 1936, estando en el 89 ° Escuadrón de Bombarderos Pesados de Monino, realizó un vuelo récord a Jabárovsk, en el Lejano Oriente, en 54 horas y 13 minutos, para entregar un ingeniero y piezas de repuesto al famoso piloto soviético, Valeri Chkálov, que había dañado su avión en un accidente. 
En septiembre de 1936, Proskúrov fue enviado en secreto a España para ayudar al bando republicano en la guerra civil española. Desde febrero de 1937, fue comandante del Primer Escuadrón de Bombardeo durante la defensa de Madrid, pero fue llamado de nuevo a Moscú poco después de que la aviación soviética bombardeara el acorazado alemán Deutschland frente a Ibiza, matara a 31 marineros alemanes y provocara a Hitler a tomar represalias bombardeando Almería. Llevó a cabo 46 salidas de combate en España, acumulando más de 120 horas de vuelo, la mayoría contra objetivos situados en la retaguardia del enemigo.

### Jefe de Inteligencia Militar
A su regreso, fue ascendido rápidamente, ya que los rangos superiores del ejército fueron diezmados en la Gran Purga. En 1938 fue nombrado jefe del Segundo Ejército de Aviación Especial en el frente del Lejano Oriente.
Proskúrov fue nombrado jefe de la inteligencia militar soviética, el GRU, y comisario popular adjunto de la Unión Soviética para la Defensa, el 14 de abril de 1939. Poco después de su nombramiento, recibió información de que el régimen de la Alemania nazi estaba planeando invadir Polonia y quería iniciar conversaciones secretas con Moscú. El resultado fue el pacto de no agresión firmado en agosto de 1939, que precedió al desmembramiento de Polonia. Antes del ataque soviético a Finlandia, en 1940, Proskúrov inspeccionó la línea del frente soviética y llegó a una conclusión mordaz sobre la preparación del Ejército Rojo, lo que le valió la enemistad del recién nombrado Comisario del Pueblo de Defensa, Semión Timoshenko. Después de la debacle en la guerra de Invierno, cuando el Consejo Militar se reunió en abril, Proskúrov se negó a aceptar la postura de Stalin de que la culpa era de la mala inteligencia. 
Proskúrov envió el primer informe a Stalin, Viacheslav Mólotov y el mariscal Timoshenko el 6 de junio de 1940, advirtiendo que tan pronto como Francia se viera obligada a capitular, los alemanes comenzarían a preparar una invasión de la Unión Soviética. El 19 de junio, lanzó una advertencia sobre la acumulación de tropas alemanas en la frontera con la RSS de Lituania. Esto entraba en conflicto con la inquebrantable creencia de Stalin de que Hitler honraría el pacto de no agresión.

### Caída en desgracia y muerte
Proskúrov fue despedido en julio de 1940 y reemplazado por alguien considerado más manejable, Filip Gólikov. Estuvo desempleado hasta octubre, cuando se le asignó un puesto de alto nivel en la gestión de pilotos de bombarderos. El 4 de abril de 1941, Stalin envió a Timoshenko una nota ordenando que arrestara a Proskúrov, pero la decisión se retrasó y el 19 de junio fue nombrado comandante de las fuerzas aéreas del Séptimo Ejército. Aún no había asumido el mando cuando los alemanes lanzaron la operación Barbarroja, que dio entrada a la Unión Soviética en la Segunda Guerra Mundial. Estaba en el frente norte, en Carelia, cuando fue arrestado el 27 de junio. Fue uno de un gran grupo de ex oficiales militares que fueron fusilados el 28 de octubre de 1941.
Fue rehabilitado póstumamente el 15 de mayo de 1954 y el 17 de enero de 1956 fue restituido al título de Héroe de la Unión Soviética. 
Héroe de la Unión Soviética (21 de junio de 1937) - por servicio en España Orden de Lenin (21 de junio de 1937) - por servicio en España Orden de la Bandera Roja (2 de enero de 1937) — por servicio en España dos Órdenes de la Estrella Roja (25/05/1936, 14/06/1940) Medalla "XX Años del Ejército Rojo Obrero y Campesino" (1938) Reloj de oro del Comisario Popular de Defensa de la URSS (1936) para el vuelo Moscú-Jabárovsk

## Premios
- Héroe de la Unión Soviética (21 de junio de 1937).
- Orden de Lenin (21 de junio de 1937)
- Orden de la Bandera Roja (2 de enero de 1937).
- Dos órdenes de la Estrella Roja (1936, 1940).
- Medalla del 20.º Aniversario del Ejército Rojo de Obreros y Campesinos.

## Memoria
En el cementerio de aviadores de Monino, cerca de Moscú, se erigió una lápida en memoria de Iván Proskúrov. En Zaporiyia, se instaló una placa conmemorativa en la fachada de la entrada a la planta de cables donde trabajaba y cerca de Samara, en el lugar de la ejecución, se erigió un monumento conmemorativo en el que está escrito su nombre.